# Sami Frašeri
Şemseddin Sami Fraşeri (1. červen 1850, Fraşer – 18. červen 1904, Istanbul) byl albánsko-turecký spisovatel, novinář a lexikograf, bratr Naima Frashëriho. Arabské "šemseddi" je islámský čestný titul. Pro Albánce je Fraseri prvním národním buditelem a pro Turky průkopníkem modernizace podle evropského vzoru.

## Život a působení
Narodil se do muslimské rodiny statkáře v malé obci v jižní Albánii. Po otcově smrti se všech jeho osm dětí přestěhovalo do města Janina, kde se nejstarší bratr stal úředníkem a Sami i Naim chodili do řecké školy. Vedle řečtiny se tam naučil i latinsky, italsky a francouzsky. V městské madrase (islámské škole) se dobře naučil také turecky, persky a arabsky. Roku 1871 se stal úředníkem v městském úřadě a o rok později se přestěhoval do Konstantinopole (dnešního Istanbulu), hlavního města Osmanské říše (jíž byla Albánie tehdy součástí). Působil jako úředník tiskového dozoru a seznámil se s mladými reformně naladěnými Turky. V roce 1875 založil úspěšné turecké noviny Sabah (Úsvit) a stal se jejich šéfredaktorem. Překládal z francouzštiny do turečtiny a napsal několik románů a divadelních her, zejména Taaşuk-i talât ve fitnet (1872), román, který odsuzuje turecké svatební zvyky. Roku 1874 uvedlo Osmanské divadlo v Istanbulu jeho drama Kave a téhož roku odjel do Tripolisu, kde byl šéfredaktorem arabských i tureckých novin.

## Vědec a buditel
Po návratu se začal věnovat lexikografické a encyklopedické činnosti: sepsal francouzsko-turecký slovník Kamus-i Fransevi, šestidílnou univerzální encyklopedii Kamus-i alam a dvoudílnou encyklopedii o Turecku Kamus-i Türki. Poslední dvě díla sehrála velkou roli v procesu očišťování turečtiny od arabských a perských příměsí.
Věnoval ovšem pozornost i albánskému národnímu hnutí a albánštině. Roku 1877 založil spolu s bratrem Abdylem Výbor na obranu práv albánského národa a o dva roky později albánské nakladatelství. Od roku 1884 vydával v turečtině populárně vědeckou knižnici, kde sám publikoval 15 knížek. Roku 1886 napsal první albánsky psanou mluvnici albánského jazyka, a to pod názvem Shkronjëtore e gjuhësë shqip. Ovlivnil též podobu albánské abecedy a pravopisu. Cíle národního obrození popsal ve spise Shqipëria – Ç’ka qënë, ç’është e ç’do të bëhëtë? (Albánie – čím byla, čím je a čím se stane?) z roku 1899, který se stal programem albánského osvobozeneckého hnutí.